# Synthecium samuense
Synthecium samuense är en nässeldjursart som beskrevs av Chantal Billard 1925. Synthecium samuense ingår i släktet Synthecium och familjen Syntheciidae. Inga underarter finns listade i Catalogue of Life.